# Lamidat de Tibati (Cameroun)
Le Lamidat de Tibati est une chefferie traditionnelle au Cameroun située dans le département du Djérem, région de l'Adamaoua. Cette institution chefferiale est dirigée par le Lamido Mohamadou Hadi Barkindo depuis 2023. 

## Situation administrative
Le Lamidat de Tibati est une chefferie traditionnelle de premier degré créée par Arrêté n°019/CAB/PM du 07 février 1981 déterminant les chefferies traditionnelles de 1er degré.

## Localisation
Le Lamidat de Tibati est située dans l'arrondissement de Tibati au sein du département du Djérem dans la région de l'Adamaoua. Le Lamidat est non loin de l'hôpital de district de Tibati.

## Repères historiques

### Chefferie religieuse
Le Lamidat de Tibati était à l'origine une chefferie religieuse issue de la conquête peule sous Ousman Dan Fodio, le fondateur du califat de Sokoto au début du 19ème siècle. Le Lamidat est fondé en 1803 par Arɗo Hamassambo 1er.                

### Annexion militaire allemande
Toutefois, l'expansion de leur dynastie sera troublée par la conquête militaire allemande qui destituera le Lamido Mohaman Lamou en 1899. Il sera remplacé par Hamagabdo Tchiroma qui devient le premier Lamido de Tibati installé par une puissance coloniale. Après Tibati, le Lamidat de Ngaoundéré et le Lamidat de Banyo tomberont également sous la coupe allemande.               

### Chefferie administrative
En tant que chefferie traditionnelle de premier degré, le Lamidat de Tibati est à présent une chefferie administrative intégrée au système étatique camerounais. Actuellement, le pouvoir est dévolu à Sa Majesté Mohamadou Hadi Barkindo. Son accession au trône a été saluée par le parti au pouvoir, le Rassemblement Démocratique du Peuple Camerounais,.              

## Dynastie
Vingt-et-un Lamibé se sont succédé à la tête du Lamidat de Tibati depuis 1808 en dépit de quelques tensions internes et de l'intrusion armée des puissances impérialistes.
| Rang | Noms et Prénoms            | Période   |
| ---- | -------------------------- | --------- |
| 21   | Mohamadou Hadi Barkindo    | 2023-     |
| 20   | Hamidou Mohaman Bello      | 2008-2023 |
| 19   | Abdul Kadri Bello          | 2004-2008 |
| 18   | Mohamadou Barkindo         | 1981-2004 |
| 17   | Mohaman Djobdi             | 1962-1981 |
| 16   | Ousmanou Sangami           | 1961-1962 |
| 15   | Mohaman Bello              | 1947-1961 |
| 14   | Hamatoukour                | 1921-1946 |
| 13   | Abba Mamoudou              | 1919-1921 |
| 12   | Abba Mohamadou             | 1917-1919 |
| 11   | Abbo Hamadama              | 1913-1917 |
| 10   | Hamassambo le second       | 1905-1913 |
| 09   | Hamadjam                   | 1904-1905 |
| 07'  | Abbo Hamadama              | 1901-1903 |
| 07   | Mohaman Bello Maïgari      | 1900-1904 |
| 06   | Hamagabdo Tchiroma         | 1899-1900 |
| 05   | Mohaman Lamou              | 1884-1899 |
| 04   | Arɗo Hamagabdo Ardo Babba  | 1868-1884 |
| 03   | Hamadou Nyamboula          | 1851-1868 |
| 02   | Ardo Hamman Toukour        | 1848-1851 |
| 01   | Arɗo Hamassambo le premier | 1808-1848 |